# Porphyrinia aestivalis
Porphyrinia aestivalis là một loài bướm đêm trong họ Noctuidae.